# Слатина (Сребреница)
Слатина је насељено мјесто у општини Сребреница, Република Српска, БиХ. Према попису становништва из 1991. у насељу је живјело 339 становника.

## Становништво
По посљедњем службеном попису становништва из 1991. године, насељено мјесто Слатина имало је 339 становника, сљедећег националног састава:
| Националност | 1991.        |
| Муслимани    | 330 (97,34%) |
| Срби         | 9 (2,66%)    |
| Укупно       |              |